# Olearia solandri
Olearia solandri là một loài thực vật có hoa trong họ Cúc. Loài này được (Hook.f.) Hook.f. mô tả khoa học đầu tiên năm 1864.